# Tugrik
Tugrik (₮) je národní mongolská měna, která byla prvně vydána roku 1925. Nahradila mongolský dolar.

## Série bankovek
Tugrik byl tisknut v nových sériích a to v letech 1939, 1941, 1955, a 1993.
V roce 1939 se na bankovkách objevuje poprvé Süchbátar s mongolským písmem.
Od roku 1941 se na bankovkách začíná objevovat místo mongolského písma cyrilice.

## Ochranné prvky
Bankovky sérií z let 1925, 1939, 1941, 1955 obsahovaly pouze základní ochranný prvek - vodoznak, zabraňující jejich padělání. U sérií z roku 1993 bylo přikročeno k zavedení nových ochranných prvků. Byl zaveden vodoznak tradičního ornamentu Mongolů „ulzii“, ochranný proužek, hlubotisk, bankovky jsou vyrobeny ze 3/5 bavlny a 2/5 syntetického vlákna. Do bankovek jsou vložena červená, modrá a různobarevná vlákna, která jsou vidět pouhým okem.

## Vzhled platidel
Bankovky ze série v roce 1993 jsou velké a barevné. 500, 1000, 5000, 10000, 20000 Tugriků má portrét Čingischána a bankovky o hodnotě 10, 20, 50 a 100 Tugriků portrét Süchbátara.

## Historický vývoj
Tradice vývoje platidel na území dnešního Mongolska je velmi prastará. 
Již staří Hunové, Turegové a Uigurové započali tradici ražby místních platidel. Po sjednocení Mongolska do Mongolské říše Čingischánem byla započata ražba zlatých a stříbrných mincí.

### Období chánů
V roce 1227 byly v Mongolsku vydány první papírové peníze zaručující pevnou stabilitu finančnímu světu veleříše.
Dříve než v roce 1236 byla podniknuta finanční reforma došlo k znehodnocení mincí, razily se s jinou váhou, ražby přestávaly být kvalitní, papírové peníze se přestaly vyrábět.
K obnovení slávy platidel došlo až v roce 1253 kdy došlo k vytváření tzv. finančních divizí, tedy jakýchsi obdob dnešních mezinárodních finančních institucí. Byly nastaveny tržní podmínky a finanční zvyklosti připomínající dnešní prostředí.
Nominální hodnoty mincí nebyly původně označovány číselnými hodnotami. Nicméně od roku 1241 byly označovány nápisem Měna Velkého Mongolského království a na lícové straně bylo vyryté číslo jedna. Během období vlády chána Kublaje byla vytvořena Depositní banka v Karakoramu, hlavním městě veleříše. V roce 1260 se zde začaly tisknout bankovky o nominálních hodnotách: 10,20, 100 a 1000. V roce 1282 se začaly otvírat další pobočky Depositní banky i v dalších městech.
Peněžní systém zažil další proměny, reformy bankovek byly provedeny v roce 1280. Po roce 1327 došlo k rozvrácení zavedeného ekonomického systému, systém bankovek se začal rozpadat a spolu s ním i společná měna veleříše.

### Mezidobí
Během vlády následné Mongolské zlaté hordy se razily stříbrné a zlaté mince, bankovky se tiskly více než 100 let.
Výroba vlastních mincí a bankovek tak ustala, začala se používat platidla okupantů kdysi slavného národa.

### Období svobodného Mongolska
V roce 1921 následoval mongolský lid příklad lidových revolucí a vyhlásil tak samostatný stát kdysi okupovaný cizími mocnostmi.
Mongolsko tak znovu chtělo zavést svůj vlastní platební systém. V Mongolsku se doposud používaly mince ruské, čínské, používané v Anglii, v USA, nebo v Mexiku.
Čínské mince se nazývaly Yumbuu. Nová revoluční vláda vytvářela zákony a prostředí pro vymýcení všech cizích platidel a nahrazení nějakými domácími. 
Během začátku období revoluce docházelo k razantním změnám v oblasti finančnictví. 2. června 1924 došlo k ustanovení Mongolské obchodní a průmyslové banky, v roce 1954 přeměněnou na Banku Mongolska. Banka byla založena jako společný podnik sovětsko-mongolské spolupráce.
Po stabilizaci revolučních událostí se nová porevoluční vláda uchopila nutnosti vytvoření vlastní mongolské měny.
V roce 1921 byl „lan“ stanoven jako provizorní platidlo sloužící jako prostředek výměny všech dosud používaných mincí. 
Koeficient výměny byl takový:
1 lan = 1,00 čínský stříbrný Yanchaan
1 lan = 1,42 Ruských zlatých mincí
1 lan = 2,00 ruské bankovky
Velkou roli stále dlouho zastávala cizí platidla, reforma se prováděla velmi pomalu, dokonce se používala tradiční platidla, jako jsou materiální prostředky (vlna, maso…) - velmi se tak rozšířilo směňování. Vláda se stále, ač mnohdy zbytečně snažila vymýtit jiná než státem proklamovaná platidla. Bylo uplatňováno plánované hospodářství a v tomto soukolí neměly zpátečnické návyky místo.
V srpnu 1924 Mongolská lidová revoluční strana na svém Třetím sjezdu diskutovala o Bance Mongolska a celkové ekonomické situaci v zemi. Bylo rozhodnuto o vytvoření akční skupiny, která měla hlavní úkol, ustanovení pravidel a nastolení podoby nové měny.

### Zrod tugriku jako národní měny
Mongolská lidová vláda vyhlásila tak v roce 1925 historický zákon o národní měně. A to v této podobě:
1. Mongolská banka obchodu a průmyslu bude vydávat do oběhu nové peníze.
2. Nová měna se bude jmenovat Tugrik.
3. Tugrik bude vydáván v nominálních hodnotách 1, 2, 5, 10, 25, 50 a 100.

I přes toto všechno bylo v roce 1925 v držení přes 20 000 000 kusů cizích platidel. Při svém zrodu byl Tugrik velkou konkurencí čínského Yanchaanu.
1. srpna 1928 byl Tugriku stanoven zlatý standard rovnající se 51,8 US centů. Tímto byl dovršen celý integrační proces mongolské vlády. Lidem se stále více vyplatilo používat Tugrik než zahraniční měny, a navíc veškeré daně a ceny musely být uváděny a placeny mongolskými národními platidly „Tugriky“.